# Mogelsberg
Mogelsberg är huvudorten i kommunen Neckertal i kantonen Sankt Gallen, Schweiz. 
Mogelsberg var tidigare en egen kommun, men den 1 januari 2009 bildades den nya kommunen Neckertal genom en sammanslagning av kommunerna Brunnadern, Mogelsberg  och St. Peterzell. 
I den tidigare kommunen ingick även byarna Dicken, Necker, Nassen, Dieselbach, Hoffeld, Ebersol, Hofstetten, Furt och Wolfensberg.